# Aeropuerto de San Miguel
El aeropuerto de San Miguel (IATA: NMG) es un aeródromo público panameño que sirve al pueblo de San Miguel, ubicado en el archipiélago de las Perlas en la provincia de Panamá. El aeródromo está ubicado al este del pueblo, en la costa norte de la Isla del Rey, la isla más grande del archipiélago.

## Información técnica
El aeródromo tiene una pista de aterrizaje de hormigón que mide 580 metros en longitud.
Las aproximaciones y despegues desde el noreste son sobre el agua del golfo de Panamá. Hacia el sur del aeródromo, el terreno está en inclinación.
El VOR-DME de la Isla de Taboga (Ident: TBG) está localizado a 78 kilómetros al oeste-noroeste de San Miguel. El VOR de La Palma (Ident: PML) está localizado a 88 kilómetros al este del aeródromo.

## Aerolíneas y destinos
| Aerolíneas | Destinos                            |
| ---------- | ----------------------------------- |
| Air Panama | Ciudad de Panamá-Marcos A. Gelabert |